# Mimae
Le mimae in età romana erano attrici del mimo, l'equivalente delle soubrette d'avanspettacolo. Lo spettacolo con le mimae aveva spesso il ruolo di intermezzo o conclusivo di altri spettacoli. Scaltre e disinibite, mostravano i loro corpi sul palcoscenico e con altrettanta facilità li concedevano a facoltosi romani o a uomini di potere che venivano ad ammirarle a teatro. In questo modo, finché la loro bellezza glielo consentiva, cercavano di migliorare la loro condizione prossima alla miseria o di trovare un amante che le mantenesse come concubine.
In età romana le attrici avevano una vita difficile. Erano considerate delle infames, e ciò comportava la perdita dei propri diritti di cittadino. Dagli autori dell'epoca erano spesso chiamate meretrices, alludendo al doppio ruolo di attrice-cortigiana. Su di loro pesava anche la mancanza di una tutela legale: erano esposte a stupri, violenze e soprusi senza potersi difendere. Lo stesso Cicerone, riferendosi allo stupro di gruppo di un'attrice nella cittadina di Atina, presso Roma, parla di un atto normale, del tutto irrilevante nella cittadina di provincia.

## Nudatio mimarum
Secondo la tradizione durante i ludi florales l'esibizione si concludeva con la nudatio mimarum.
Lattanzio ritiene che per l'occasione le mimae venivano sostituite da vere e proprie meretrices.
((LACT. inst. 1, 20, 6).)
Lattanzio, però scrive alcuni secoli dopo, in epoca in cui ormai si stava diffondendo il cristianesimo e i costumi erano mutati, È stato osservato che i vestiti succinti e addirittura la nudità, se pure avevano una forte valenza erotica, permetteva anche alle attrici una maggiore plasticità dei movimenti. In una occasione Catone, quando si accorse che per rispetto alla sua persona il popolo non richiedeva la nudatio mimarum, si allontanò dal teatro,
(Valerio Massimo ( Factorum et dictorum memorabilium libri, II 10,8 traduz. di R. Faranda)”)
ma Marziale stigmatizzò questo comportamento con i versi:
(Marziale)